# Global Change Biology
Global Change Biology, sovint abreviat Glob. Change Biol. o gcb és una revista científica mensual britànica no oberta amb procés de revisió avaluada per experts i del grup editorial Wiley-Blackwell. Publica articles de recerca, tècnics, revisions i cartes al director. Les publicacions de la revista abarquen tots aquells aspectes relacionats amb el canvi global, en especial la interacció dels sistemes biològics i els propis canvis ambientals com ara el canvi climàtic, l'escalfament global, els canvis d'usos del sòl, les espècies invasores, incendis i desastres naturals, i els gasos amb efecte d'hivernacle. Els estudis poden ser teòrics, de modelització, d'anàlisi i observació o experimentals i tendeixen a ser més exploratoris que no pas confirmatoris. El primer exemplar va aparèixer l'any 1995 i actualment és una revista de cert prestigi (factor d'impacte de 8,88 el 2018) i se situa en el primer quartil en nombre de cites en els camps de l'ecologia, la química ambiental, les ciències ambientals i el canvi global. L'editor en cap n'és Stephen P. Long.

## Articles destacats
Alguns dels articles més citats són:
- Kattge, J., Diaz, S., Lavorel, S., Prentice, I. C., Leadley, P., Bönisch, G., ... & Cornelissen, J. H. C. (2011). TRY–a global database of plant traits. Global change biology, 17(9), 2905-2935. (citat per 1624)

- Guo, L. B., & Gifford, R. M. (2002). Soil carbon stocks and land use change: a meta analysis. Global change biology, 8(4), 345-360. (citat per 3180)

- Kroeker, K. J., Kordas, R. L., Crim, R., Hendriks, I. E., Ramajo, L., Singh, G. S., ... & Gattuso, J. P. (2013). Impacts of ocean acidification on marine organisms: quantifying sensitivities and interaction with warming. Global change biology, 19(6), 1884-1896. (citat per 1297)